# Aage Matthison-Hansen

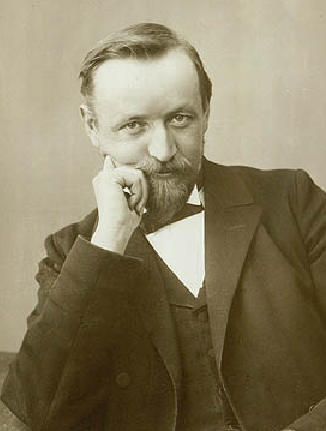
Aage Matthison-Hansen.

Hans Aage Joachim Matthison-Hansen, född den 20 mars 1864 i Köpenhamn (i stadsdelen Frederiksberg), död där den 11 maj 1938, var en dansk författare. 
Matthison-Hansen tillhörde den kända musikersläkten och Hans Matthison-Hansen var hans farfar. Han utgav från 1891 och framåt en rad små diktsamlingar, innehållande en lyrik, som är späd, entonig och föga innehållsrik men som ofta finner uttryck för en vek, svärmisk innerlighet och ikläder sig en smakfull form av musikaliskt välljud. Den har understundom färg av kinesisk lyrik, av vilken han översatte ett och annat. Ett urval föreligger från 1909.